# Kvarteret Ånäbben

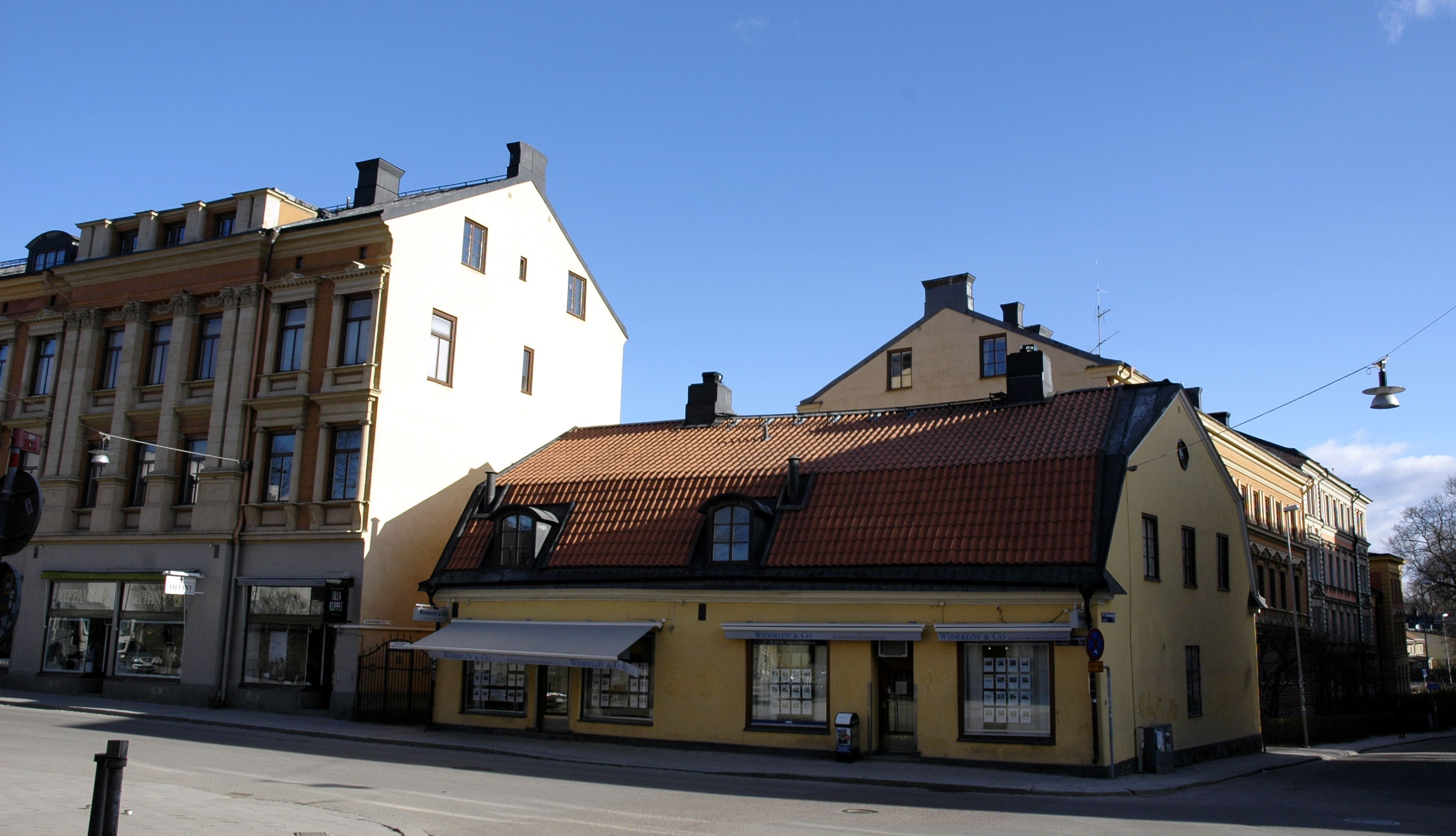
Kvarteret Ånäbben, Uppsala, korsningen S:t Johannesgatan och Sysslomansgatan.

Kvarteret Ånäbben är ett stadskvarter i Uppsala beläget i Fjärdingen (Luthagen) på västra sidan om Fyrisån, öster om Sysslomansgatan, mellan Skolgatan och S:t Johannesgatan. I kvarteret bodde Michel Foucault under sin vistelse i Uppsala 1954-1958 och där levde också Anna Maria Lenngren (född Malmstedt) vid sin födsel och uppväxt i mitten av 1700-talet. Kvartersnamnet Ånäbben finns registrerat redan 1671 då det låg i Uppsalas västra utkant. 
Ruinerna av kvarteret efter den stora stadsbranden den 18 juni 1809 är avbildat i en akvarell av Johan Gustav Härstedt och den finns på Carolina Rediviva. 
I kvarteret låg också tidigare Linnéskolan och flickskolan Magdeburg.